# Refuge d'oiseaux migrateurs de la Baie-des-Loups
Le refuge d’oiseaux migrateurs de la Baie-des-Loups est une aire protégée du Canada et l'une des 28 refuges d'oiseaux migrateurs située dans la province de Québec.

## Géographie
Le refuge d'oiseaux de la Baie-des-Loups a une superficie de 38,73 km2. De cette superficie, 2,13 km2 sont situés en milieu terrestre et 36,6 km2 sont situés en milieu marin. Ce refuge protège un habitat important pour l'eider à duvet, le macareux moine et le petit pingouin.